# Delta del fiume Rosso
Il delta del fiume Rosso (vietnamita: Đồng Bằng Sông Hồng) è una regione del Vietnam. Con nove piccole ma popolose province attorno al fiume Rosso, comprende la capitale Hanoi e il municipio di Haiphong (entrambi sono municipalità indipendenti dalle province).

## Province
Di questa regione fanno parte le province:
- Bắc Ninh
- Hà Nam
- Hải Dương
- Hưng Yên
- Nam Định
- Ninh Bình
- Thái Bình
- Vĩnh Phúc

Fino al 2008 comprendeva anche Hà Tây, poi accorpata alla municipalità di Hà Nội.

## Municipalità
- Hà Nội
- Hải Phòng